# Tommy Paul
Thomas John Paul (Voorhees Township, 17 mei 1997) is een Amerikaans tennisser.

## Carrière
Paul haalde in 2015 tweemaal de finale van een Grand Slam bij de junioren. Op Roland Garros won hij van zijn landgenoot Taylor Fritz maar op de US Open verloor hij van Fritz. Op Roland Garros speelde hij ook de finale in het dubbelspel aan de zijde van William Blumberg maar ze verloren van het Spaande duo Álvaro López San Martín en Jaume Munar. Op de US Open van 2015 ontving hij ook een wildcard voor deelname in het enkelspel en dubbelspel, hij geraakte niet voorbij de eerste ronde. In 2016 ontving hij samen met Taylor Fritz een wildcard voor het dubbelspel na een opgave van het zesde geplaatste duo Daniel Nestor en Vasek Pospisil bereikte ze de tweede ronde waarin ze verloren.
In 2017 ontving hij voor een tweede keer een wildcard voor het enkelspel en dubbelspel, hij ging twee keer onderuit in de eerste ronde. In 2019 ontving hij een wildcard van Roland Garros maar verloor in de eerste ronde van de Oostenrijker Dominic Thiem. In 2020 haalde hij aan de zijde van Nicholas Monroe de kwartfinale op Roland Garros waarin ze verloren van Wesley Koolhof en Nikola Mektić. In 2020 nam hij deel aan de Olympische Zomerspelen waar hij uitgeschakeld werd in de eerste ronde. In 2021 haalde hij zijn eerste ATP-finale op het ATP Stockholm waarin hij in de finale Denis Shapovalov versloeg. In 2022 zette hij zijn doorbraak naar de top door met als hoogste positie een 28e plaats. Hij bereikte op Wimbledon een vierde ronde en op de US Open een derde ronde.

## Palmares
| Legenda               |
| --------------------- |
| Grand Slam            |
| Olympische Spelen     |
| ATP Finals            |
| ATP Tour Masters 1000 |
| ATP Tour 500          |
| ATP Tour 250          |

### Enkelspel
| Nr.                             | Datum             | Toernooi        | Ondergrond    | Tegenstander in finale | Score         | Details |
| ------------------------------- | ----------------- | --------------- | ------------- | ---------------------- | ------------- | ------- |
| gewonnen finales herenenkelspel |                   |                 |               |                        |               |         |
| 1.                              | 13 november 2021  | ATP Stockholm   | Hardcourt (i) | Denis Shapovalov       | 6-4, 2-6, 6-4 | details |
| verloren finales herenenkelspel |                   |                 |               |                        |               |         |
| 2.                              | 4 maart 2023      | ATP Acapulco    | Hardcourt     | Alex de Minaur         | 6–3, 4–6, 1–6 | details |
| 2.                              | 1 juli 2023       | ATP Eastbourne  | Gras          | Francisco Cerúndolo    | 4–6, 6–1, 4–6 | details |
| gewonnen challengers            |                   |                 |               |                        |               |         |
| 1.                              | 4 november 2018   | Charlottesville | Hardcourt (i) | Peter Polansky         | 6-2, 6-2      |         |
| 2.                              | 21 april 2019     | Sarasota        | Gravel        | Tennys Sandgren        | 6-3, 6-4      |         |
| 3.                              | 8 september 2019  | New Haven       | Hardcourt     | Marcos Giron           | 6-3, 6-3      |         |
| 4.                              | 29 september 2019 | Tiburon         | Hardcourt     | Thanasi Kokkinakis     | 7-5, 6-7, 6-4 |         |

### Dubbelspel
| Nr.                  | Datum             | Toernooi         | Ondergrond    | Partner            | Tegenstander in finale         | Score    | Details |
| -------------------- | ----------------- | ---------------- | ------------- | ------------------ | ------------------------------ | -------- | ------- |
| gewonnen challengers |                   |                  |               |                    |                                |          |         |
| 1.                   | 7 januari 2018    | City of Playford | Hardcourt     | Mackenzie McDonald | Maverick Banes Jason Kubler    | 7-6, 6-4 |         |
| 2.                   | 23 september 2018 | Columbus         | Hardcourt (i) | Peter Polansky     | Gonzalo Escobar Roberto Quiroz | 6-3, 6-3 |         |

### Landencompetities
| Nr.              | Datum                | Toernooi  | Ondergrond    | Partner(s)                                                                        | Tegenstanders                                                                                   | Score                | Ref.    |
| ---------------- | -------------------- | --------- | ------------- | --------------------------------------------------------------------------------- | ----------------------------------------------------------------------------------------------- | -------------------- | ------- |
| Gewonnen finales |                      |           |               |                                                                                   |                                                                                                 |                      |         |
| 1.               | 22-24 september 2023 | Laver Cup | Hardcourt (i) | Taylor Fritz Frances Tiafoe Félix Auger-Aliassime Ben Shelton Francisco Cerúndolo | Andrej Roebljov Casper Ruud Hubert Hurkacz Alejandro Davidovich Fokina Gaël Monfils Arthur Fils | 13-2 (9 wedstrijden) | details |

## Resultaten grote toernooien
| Legenda | Legenda                          |
| ------- | -------------------------------- |
| g.t.    | geen toernooi gehouden           |
| l.c.    | lagere categorie                 |
| –       | niet deelgenomen                 |
| G       | uitgeschakeld in de groepsfase   |
| 1R      | uitgeschakeld in de eerste ronde |
| 2R      | uitgeschakeld in de tweede ronde |
| 3R      | uitgeschakeld in de derde ronde  |
| 4R      | uitgeschakeld in de vierde ronde |
| KF      | uitgeschakeld in de kwartfinale  |
| HF      | uitgeschakeld in de halve finale |
| F       | de finale verloren               |
| W       | het toernooi gewonnen            |
| w-v     | winst/verlies-balans             |

### Enkelspel
| Grandslamtoernooien |      |     |      |      |      |      |      |      |      |   |
| Australian Open     | –    | –   | –    | –    | –    | 3R   | 2R   | 2R   | HF   |   |
| Roland Garros       | –    | –   | –    | –    | 1R   | 2R   | 2R   | 1R   | 2R   |   |
| Wimbledon           | –    | –   | –    | –    | –    | g.t. | –    | 4R   | 3R   |   |
| US Open             | 1R   | –   | 1R   | –    | –    | 1R   | 1R   | 3R   | 4R   |   |
| ATP Masters 1000    |      |     |      |      |      |      |      |      |      |   |
| Indian Wells        | –    | –   | –    | –    | –    | g.t. | 4R   | 3R   | 4R   |   |
| Miami               | –    | 1R  | –    | –    | –    | g.t. | 1R   | 3R   | 4R   |   |
| Monte Carlo         | –    | –   | –    | –    | –    | g.t. | 2R   | –    | –    |   |
| Madrid              | –    | –   | –    | –    | –    | g.t. | 2R   | 1R   | 2R   |   |
| Rome                | –    | –   | –    | –    | –    | –    | 1R   | 2R   | 2R   |   |
| Montreal/Toronto    | –    | –   | –    | –    | 2R   | g.t. | 2R   | KF   | HF   |   |
| Cincinnati          | –    | –   | 2R   | –    | –    | 1R   | 2R   | 2R   | 3R   |   |
| Shanghai            | –    | –   | –    | –    | –    | g.t. | g.t. | g.t. | 4R   |   |
| Parijs              | –    | –   | –    | –    | –    | 2R   | 2R   | KF   | 2R   |   |
| olympisch           |      |     |      |      |      |      |      |      |      |   |
| Olympische Spelen   | g.t. | –   | g.t. | g.t. | g.t. | g.t. | 1R   | g.t. | g.t. |   |
| Statistieken        |      |     |      |      |      |      |      |      |      |   |
| titels per jaar     | 0    | 0   | 0    | 0    | 0    | 0    | 1    | 0    | 0    | 0 |
| eindejaarsranking   | 276  | 282 | 152  | 202  | 90   | 54   | 43   | 33   | 13   |   |

### Dubbelspel
| Grandslamtoernooien |      |     |      |      |      |      |      |      |      |   |
| Australian Open     | –    | –   | –    | –    | –    | 1R   | 2R   | –    | –    |   |
| Roland Garros       | –    | –   | –    | –    | –    | KF   | 1R   | 3R   | –    |   |
| Wimbledon           | –    | –   | –    | –    | –    | g.t. | –    | 2R   | –    |   |
| US Open             | 1R   | 2R  | 1R   | –    | –    | –    | 1R   | –    | –    |   |
| ATP Masters 1000    |      |     |      |      |      |      |      |      |      |   |
| Indian Wells        | –    | –   | –    | –    | –    | g.t. | –    | KF   | 1R   |   |
| Miami               | –    | –   | –    | –    | –    | g.t. | –    | –    | KF   |   |
| Monte Carlo         | –    | –   | –    | –    | –    | g.t. | –    | –    | –    |   |
| Madrid              | –    | –   | –    | –    | –    | g.t. | –    | 2R   | 1R   |   |
| Rome                | –    | –   | –    | –    | –    | –    | –    | 1R   | 1R   |   |
| Montreal/Toronto    | –    | –   | –    | –    | –    | g.t. | –    | –    | –    |   |
| Cincinnati          | –    | –   | –    | –    | –    | 1R   | –    | 1R   | –    |   |
| Shanghai            | –    | –   | –    | –    | –    | g.t. | g.t. | g.t. | –    |   |
| Parijs              | –    | –   | –    | –    | –    | –    | –    | –    | –    |   |
| olympisch           |      |     |      |      |      |      |      |      |      |   |
| Olympische Spelen   | g.t. | –   | g.t. | g.t. | g.t. | g.t. | –    | g.t. | g.t. |   |
| Statistieken        |      |     |      |      |      |      |      |      |      |   |
| titels per jaar     | 0    | 0   | 0    | 0    | 0    | 0    | 0    | 0    | 0    | 0 |
| eindejaarsranking   | 880  | 309 | 882  | 284  | 585  | 180  | 176  | 106  | 343  |   |